# Jörgen Simonsson Schee
Jörgen Simonsson Schee född 20 februari 1612 i Stavanger, död 12 mars 1692 i Visseltofta församling, Kristianstads län, var en svensk präst.

## Biografi
Jörgen Simonsson Schee föddes 1612 i Stavanger och var son till borgare. Han studerade i födelsestaden och från omkring 1630 i Helsingörs skola. År 1636 blev han student vid Köpenhamns universitet och blev senare kollega vid Stavangers trivialskola. Schee prästvigdes 17 juli 1640 i Heliga Trefaldighets kyrka, Kristianstad och blev samma år kyrkoherde i Visseltofta församling. Han avled 1692 och begravdes i Visseltofta kyrka.

### Familj
Schee gifte sig med Anna Pedersdotter (död 1703). Hon var dotter till kyrkoherden Peder Nilsson Bigh i Visseltofta församling.
De fick tillsammans barnen Pernilla Schee som gifte sig med Ivar Detlofson och Laurentius Blanxius i Österslövs församling, Christina Schee som gifte sig med kyrkoherden Andreas Maglowius i Kvillinge församling, Karna Schee (1647) som gifte sig med Gert Tidemansson Krutmejer, Cecilia Schee som gifte sig med kyrkoherden Lars Nilsson Opman i Visseltofta församling, prästen Jakob Schee och Marna Schee som gifte sig med kyrkoherden Samuel Broderzonius i Stenbrohults församling.